# Assemblea Constituent
L'Assemblea Constituent de 1789 (en francès: Assemblée constituante o Assemblée nationale constituante) és la primera de les assemblees constituents franceses, instituïda pels diputats dels Estats generals quan s'erigiren ells mateixos en una «Assemblée nationale» el 17 de juny de 1789, data que es té com la del naixement del sistema representatiu francès.

## Dels Estats generals (maig-juliol de 1789) al naixement de l'Assemblea nacional
L'Assemblea nacional sorgí en un context d'agitació política per la convocatòria dels Estats generals. Les dues qüestions que es debatien eren: la verificació del poder dels diputats i la modalitat de vot. Els Estats generals de Versalles inicialment, (5 de maig de 1789), havien d'estar compostos per 291 diputats del clergat, 270 de la noblesa i 578 del tercer estat. El 6 de maig el tercer estat pren el nom d'«Assemblea dels comuns» i demana la verificació dels poders en comú. La Noblesa i el Clergat s'hi oposen. Davant la posterior absència de reacció de la majoria dels privilegiats, els diputats del tercer estat consideren explícitament que representen de bon tros la majoria absoluta de la nació. El tercer estat adopta el nom d'«Assemblea nacional», nom proposat pel diputat Legrand el 17 de juny de 1789.
Lluís XVI, constatant que els Estats generals estaven en perill d'escapar del seu control, decideix ajornar els treballs i fer tancar la sala de Versalles on es reunien. El 20 de juny de 1789 els diputats es reuneixen a la Sala del Joc de Pilota de Versalles i juren no separar-se fins a donar una constitució a França. És l'anomenat Jurament del Jeu de paume que rebrà signatures addicionals el 22 de juny en una segona reunió a l'Església de Sant Lluís a Versalles.

## Assemblea constituent (1789-1792)
L'Assemblea comptava amb 1.200 diputats i debatí des del 9 de juliol de 1789 fins al 30 de setembre de 1789. Després de les jornades del 5 i 6 d'octubre de 1789 obtingué del rei la signatura dels primers articles de la Constitució de 1791 i la Declaració dels drets de l'home i del ciutadà de 1789. Al rei Lluís XVI i a la seva família els retenen al Palau de les Teuleries.
Els debats de l'Assemblea es publicaven al Le Moniteur universel. Després d'abolir el feudalisme (4 d'agost de 1789) i de la Declaració dels drets de l'home (26 d'agost de 1789) l'Assemblea vota els grans principis de la Constitució de 1791 que sobre la base de la sobirania nacional i de la separació de poders, organitza la limitació del poder reial.

## Reformes
A banda de la seva obra constitucional l'Assemblea va fer altres reformes important sobre:
- l'administració: uniformitat i centralització amb la creació del 83 departaments francesos;
- la justícia 
  - igualtat davant la llei,
  - suppressió dels parlaments,
  - elecció dels jutges,
  - confirma l'abolició de la tortura (després de les abolicions de 1780 i 1788) ;
  - reforma del sistema judicial.
- les finances 
  - igualtat davant l'impost,
  - suppressió d'imposts indirectes,
  - nacionalització dels béns del clergat;
- l'economia
  - suppressió de les duanes interiors, i dels peatges,
  - suppressió de les corporacions (decret d'Allarde),
  - decisions per afavorir el liberalisme econòmic.

Altres mesures foren :
- Secularitzar l'estat civil,
- Instituir el matrimoni civil,
- Admetre el divorci i suprimir el dret de successió del majoratge.

En qüestions religioses l'Assemblea adoptà les mesures de:
- Abolir les lleis restrictives al protestantisme,
- Concedir la ciutadania dels jueus,
- Abolir els vots monàstics, suprimir els ordes regulars llevat de les d'educació i caritatives (13 de febrer de 1790),
- Adoptar la "Constitució civil del clergat" (12 de juliol de 1790).

La votació de la primera constitució es va fer del 3 al 13 de setembre de 1791.
L'Assemblea constituent es dissolgué el 30 de setembre de 1791, i va ser immediatament reemplaçada per una Assemblea legislativa.
Els personatges més influents dins l'Assemblea constituent foren:
- Mirabeau,
- Barnave
- Cazalès
- Maury Duport
- Lafayette
- Els Lameth, etc.